# Kutinska Slatina
Kutinska Slatina falu Horvátországban, Sziszek-Monoszló megyében. Közigazgatásilag Kutenyához tartozik.

## Fekvése
Sziszek városától légvonalban 32, közúton 49 km-re keletre, községközpontjától 6 km-re északra, a Monoszlói-hegység déli lejtőin, a Kutinica- és a Kutinec-patakok között emelkedő magaslaton fekszik.

## Története
A 19. században a második katonai felmérés térképén „Slatina” néven szerepel. Csak a 20. század elején kezdett benépesülni. A településnek 1900-ban 21, 1910-ben már 70 lakosa volt. Belovár-Kőrös vármegye Krizsi, majd Kutenyai járásához tartozott. 1918-ban az új szerb-horvát-szlovén állam, majd később Jugoszlávia része lett. A II. világháború idején a Független Horvát Állam része volt. A háború után a béke időszaka köszöntött a településre, enyhült a szegénység és sok ember talált munkát a közeli városokban. A délszláv háború előestéjén lakosságának 90%-a horvát nemzetiségű volt. 1991. június 25-én a független Horvátország része lett. Plébániáját 2000-ben alapították, a plébániatemplom 2002-ben épült fel. A plébániához Šartovac, Katoličke Čaire, Kletište, Selište és Kutinica katolikus hívei tartoznak. A településnek 2011-ben 578 lakosa volt.

## Népesség
| Lakosság változása | Lakosság változása | Lakosság változása | Lakosság változása | Lakosság változása | Lakosság változása | Lakosság változása | Lakosság változása | Lakosság változása | Lakosság változása | Lakosság változása | Lakosság változása | Lakosság változása | Lakosság változása | Lakosság változása | Lakosság változása |
| ------------------ | ------------------ | ------------------ | ------------------ | ------------------ | ------------------ | ------------------ | ------------------ | ------------------ | ------------------ | ------------------ | ------------------ | ------------------ | ------------------ | ------------------ | ------------------ |
| 1857               | 1869               | 1880               | 1890               | 1900               | 1910               | 1921               | 1931               | 1948               | 1953               | 1961               | 1971               | 1981               | 1991               | 2001               | 2011               |
| 0                  | 0                  | 0                  | 0                  | 21                 | 70                 | 230                | 314                | 338                | 340                | 367                | 357                | 429                | 566                | 617                | 578                |

## Nevezetességei
Boldog Alojzije Stepinac tiszteletére szentelt modern római katolikus plébániatemploma 2002-ben épült. Hosszúsága 28, szélessége 14 méter, harangtornya 40 méter magas. Felszentelését 2003. október 12-én Vlado Košić zágrábi segédpüspök végezte.